# Соловйове (Покровський район)
Соловйо́ве — село Очеретинської селищної громади Покровського району Донецької області, в Україні. Населення становить 223 осіб.

## Географія
На південно-західній околиці села бере початок Балка Очеретина.

## Загальні відомості
Відстань до райцентру становить близько 30 км і проходить автошляхом місцевого значення.

## Населення
За даними перепису 2001 року населення села становило 223 особи, з них 65,47 % зазначили рідною мову українську, 32,74 %— російську, 0,45 %— білоруську та вірменську мови.